# Kinematografia estońska
Kinematografia estońska – ogół produkcji i dystrybucji filmowej na terenie Estonii, przez którą rozumiane są: do 1918 roku – terytorium w obrębie Imperium Rosyjskiego; w latach 1918–1940 – Republika Estońska; w latach 1940–1990 – Estońska Socjalistyczna Republika Radziecka; po 1990 – niepodległe państwo w obecnych granicach.

## Kino estońskie przed radziecką aneksją
Pierwsze stałe kino na terenie Estonii założono w Tallinie w 1908 roku, wtedy też ukazała się pierwsza nakręcona na ziemiach estońskich kronika z wizyty króla szwedzkiego Gustawa V. W latach 10. XX wieku pierwsze dokumenty przeznaczone dla ludności Estonii tworzył reżyser Johannes Pääsuke, jednak na pierwszą estońską twórczość fabularną trzeba było zaczekać do 1924 roku, kiedy Konstantin Märska już w niepodległym kraju stworzył epos historyczny Mineviku varjud (1924), niezachowany do czasów współczesnych. W 1931 roku powstała wytwórnia filmowa Eesti Kultuurfilm. Kiedy w 1934 roku do władzy doszedł reżim autorytarny, podjęto działania na rzecz otoczenia opieką estońskiej kinematografii. W latach 1936–1937 stworzono pierwsze archiwum filmowe gromadzące dorobek estoński, jednak po agresji ZSRR w 1940 roku jego działalność została zlikwidowana. Atak Niemiec na ZSRR spowodował ponadto, że władze radzieckie w popłochu przeniosły zawartość archiwum do Leningradu, gdzie większość filmów estońskich uległa bezpowrotnemu zniszczeniu .

## Estońskie kino powojenne: lata 40.-80. XX wieku

### Filmy fabularne i dokumentalne
Wraz z powrotem ZSRR ludzie kultury zostali poddani represjom, a nałożone restrykcje w okresie stalinizmu powodowały, iż jedynym dopuszczalnym kierunkiem w sztuce był socrealizm. Pierwsze produkcje estońskojęzyczne lat powojennych przygotowywane były w studiu leningradzkim. Powstała tam kronika filmowa Nõukugede Eesti (pol. Radziecka Estonia) oraz pierwszy powojenny film fabularny Oblężona cytadela (1947 rok). Odbudowana została także wytwórnia Tallinnfilm (do 1963 roku istniejąca pod nazwą Tallinna Kinostuudio). W 1965 roku powstało studio Eesti Telefilm, które z kolei miało produkować na potrzeby małego ekranu. 
Za pierwszy prawdziwie „estoński” pod względem tematycznym film fabularny wyprodukowany w Estońskiej SRR uchodzi Ühe küla mehed (1962) w reżyserii Jüriego Müüra. Film opowiada historię grupy rybaków z wioski na północnym wybrzeżu Estonii, których łódź podczas gwałtownego sztormu zbacza z kursu i dryfuje w stronę fińskiego brzegu. Ważną rolę w filmie odgrywa motyw natury (sztorm), której radziecka technologia nie jest w stanie okiełznać. Jääminek (1962) w reżyserii Kaljo Kiiska, nakręcony z udziałem litewskiego operatora Algimantasa Mockusa, podejmował wątek utraty niepodległości przez Estonię na przykładzie dwóch skłóconych rodzin mieszkających na wyspie dopiero co zajętej przez siły niemieckie podczas II wojny światowej. Jääminek mógł być interpretowany jako przypowieść o okupacyjnym terrorze stalinowskim. Wątki przyrody obecne w filmach Müüra i Kiiska powtarzały się też w filmie Libahunt (1968) Leidy Laius, której bohaterka mieszkająca na wsi zostaje oskarżona o wilkołactwo. Ewenementem w estońskiej kinematografii radzieckiej był film katastroficzny Keskpäevane praam (1967) Kiiska, poświęcony pożarowi statku płynącego przez Bałtyk ku wyspie Saremie. Autentycznym kultem cieszył się dramat historyczny osadzony w realiach wojen inflanckich, Ostatnia relikwia (1969) Grigorija Kromanova, a szczególną popularność zdobyła również adaptacja filmowa Wiosny Oskara Lutsa, nakręcona przez Arvo Kruusementa (1969).
W latach 70. XX wieku ujawniło się zjawisko nazywane estońską Nową Falą, zapoczątkowane przez Jaana Toominga. Jego krótkometrażowy film Lõppematu päev (1971), niedopuszczony przez radziecką cenzurę aż do 1990 roku, ze swym portretem współczesnego miasta „stał w absolutnej sprzeczności z nieco romantycznymi, często stosunkowo opanowanymi i pogodnymi scenami wiejskimi poprzednich dekad”. Co więcej, Lõppematu päev stanowił drapieżną satyrę na radziecką współczesność. Eksperymentalną formą wyróżniały się także inne filmy Toominga: zrealizowany wraz z Virva Aruoją Värvilised unenäod (1975) oraz Mees ja mänd (1980). Innymi estońskimi produkcjami nowofalowymi były filmy science fiction, wśród nich koprodukcja polsko-estońska Test pilota Pirxa (1978) w reżyserii Marka Piestraka, Hotel „Pod poległym alpinistą” (1979) Grigorija Kromanova, telewizyjny kryminał SF 31. osakonna hukk (1979-1980) Peetera Urbli, animacja Klaabu kosmoses (1981) Avo Paistika oraz dwie krótkometrażówki Soolo (1979) i Pulmaplit (1981) Raula Tammeta. 
W latach 80. XX wieku z uznaniem spotkały się drapieżna satyra na epokę stalinowską Idealny pejzaż (1980) Peetera Simma, melodramaty Veljo Käspera (Jarzębinowe bramy, 1981), realistyczny dramat o nastolatce wyrzuconej z domu przez pijanego ojca Uśmiechnij się, dziecino (1985) Arvo Iho, wreszcie przygodowa Arabella, córka pirata (1987) Simma i Iho. Kaljo Kiisk z kolei nakręcił swoje opus magnum pod tytułem Nipernaadi (1983), adaptację powieści Augusta Gailita Dziwny świat Tomasza Nipernaadiego o artyście-włóczędze, który snuje fantazje o swojej przeszłości. Powodzeniem cieszyły się też dokumenty etnograficzne Marka Soosaara (Mężczyźni z wyspy Kihnu, 1986) oraz Lennarta Meri (Dźwięki Kalevy, 1986). 

### Animacja
Już w latach 50. rozkwitało kino animowane: w 1957 roku powstał film lalkowy Peetrikese unenägu Elberta Tuganowa, o mrocznej atmosferze porównywalnej z groteskami Samuela Becketta oraz Bustera Keatona. Odpowiedzialna za jego powstanie eksperymentalna wytwórnia Nukufilm odpowiadała także za filmy Põhjakonn (1958), Metsamuinasjutt (1960), Mina ja Murri (1961), jednak dopiero w 1961 roku Tuganov odniósł pierwszy sukces artystyczny popularną w ZSRR animacją Ott w kosmosie, a za jego największe osiągnięcie uchodzi film Park (1965), utrzymany w tonacji charakterystycznej dla dzieł Jana Lenicy. Życiowym osiągnięciem Tuganowa była Inspiratsioon (1975), relacja z Festiwalu Piosenki Estońskiej, łącząca metodę dokumentalno-animowaną i uznawana za wpływowy manifest kultury estońskiej w ZSRR epoki breżniewowskiej. Kontrapunktem dla ukierunkowanej na dzieci wytwórni Nukufilm była twórczość Reina Raamata, autora animacji dla dorosłych takich jak Lend (1973), Värvilind (1974) i Rüblik (1975), wzorowanych na dokonaniach zagrzebskiej szkoły animacji. Najbardziej cenione były tworzone przez Raamata w latach 80. filmy Suur Tõll (1980) i Põrgu (1983). Z uznaniem spotkały się także m.in. pop-artowe kreskówki Avo Paistika (Kolorowe ołówki, 1973), wyrafinowane awangardowe eksperymenty Priita Pärna (Śniadanie na trawie, 1987) oraz inspirowane nordycką kulturą dzieła Riho Unta i Hardi Volmera (Sõda, 1987). 

### Telewizja
Telewizja w języku estońskim została uruchomiona w 1955 roku. W 1963 roku w Tartu otworzono studio telewizyjne. W latach siedemdziesiątych zaczęto nadawanie programów w kolorze, a rozpowszechnienie odbiorników pozwalało mieszkańcom północnej Estonii na dostęp do telewizji fińskiej.

## Estońskie kino po odzyskaniu niepodległości: lata 90. i XXI wiek

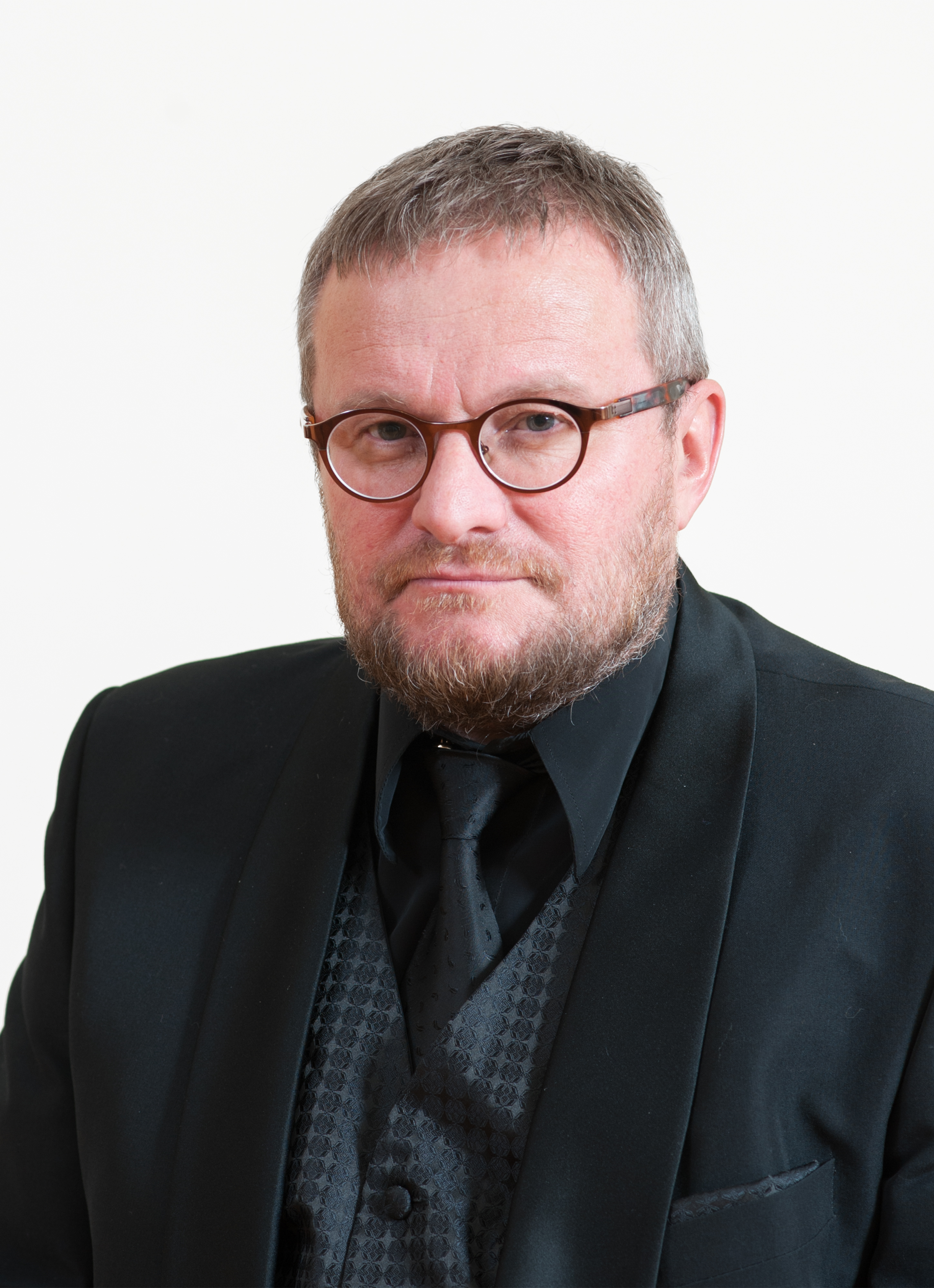
Hardi Volmer

Po ogłoszeniu niepodległości przez Estonię w 1991 roku rozpoczęło się rozliczanie półwiecznego okresu rządów radzieckich. W 1997 roku Hardi Volmer nakręcił film Wszyscy moi Leninowie (1997), komedię poświęconą „szkole” kształcącej przyszłych sobowtórów Włodzimierza Lenina. W podobnie komediowym stylu utrzymany jest film „historyczny” Malev (2005) Kaarena Kaera, pastisz Aleksandra Newskiego o oporze stawianym przez Estów wobec Zakonu Kawalerów Mieczowych. Bliższa współczesności komedia Rewolucja świń (2004) Jaaka Kilmiego i René Reinumägiego dokumentuje oddolny bunt młodego pokolenia wobec rozpadającego się ZSRR. Ewa Mazierska pisała, że wspomniane filmy „przedstawiają rosyjską i radziecką kolonizację Estonii, jednoczesne próby podboju kraju przez Zachód, estoński opór wobec rosyjskiej/sowieckiej presji poprzez przejęcie elementów kultury zachodniej lub równoważenie nacisków ze Wschodu i Zachodu w procesie kształtowania odrębnej tożsamości narodowej”. Inny wariant estońskiego kina w granicach niepodległego państwa reprezentowały postmodernistyczne filmy obyczajowe, np. Ristumine peateega (1999) Arko Okka, Täna öösel me ei maga (2004) Ilmara Taski. Największy sukces artystyczny odniósł Veiko Õunpuu nagradzanymi filmami Jesienny bal (2007) i Kuszenie świętego Tõnu (2009).